# Lucius Calpurnius Piso Frugi
Lucius Calpurnius Piso Frugi byl římský politik a historik plebejského původu.
O jeho životě máme poměrně málo informací, v r. 149 př. n. l. se stal tribunem lidu a roku 133 př. n. l. jako konzul porazil sicilské otroky.
Sepsal dějiny Říma Analles, které jsou zpracovány velice realisticky a přesně, ale velmi nečtivě. V tomto díle se jako jeden z prvních pokusil nějak pracovat s tamními legendami, tzn, nepřepisoval je, ale komentoval je. Toto dílo končí rokem 146 př. n. l.